# 밥 크레인

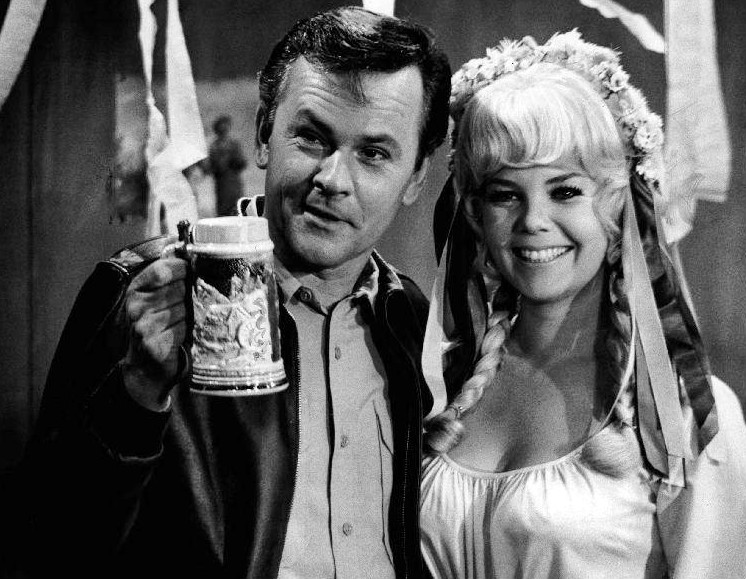

밥 크레인(Bob Crane, 1928년 7월 13일 ~ 1978년 6월 29일)은 미국의 배우, 디스크 자키, 연극 배우, 텔레비전 배우, 영화배우이다.
워터베리에서 태어났으며 스코츠데일에서 사망하였다.

## 방송
- 호간의 영웅들
- 도나 리드 쇼

## 영화
- 거스 (1976년)
- 슈퍼대드 (1973년)
- 호간의 영웅들 (1965년)
- 페이튼 플레이스 2 (1961년)
- 도나 리드 쇼 (1958년)